# Episodi di Duetto (prima stagione)
La prima stagione della serie televisiva Duetto è stata trasmessa in anteprima negli Stati Uniti d'America dalla Fox tra il 19 aprile 1987 e il 28 giugno 1987.
| nº | Titolo originale      | Titolo italiano | Prima TV USA   | Prima TV Italia |
| -- | --------------------- | --------------- | -------------- | --------------- |
| 1  | Prelude               |                 | 19 aprile 1987 |                 |
| 2  | Overture              |                 | 19 aprile 1987 |                 |
| 3  | Adagio                |                 | 26 aprile 1987 |                 |
| 4  | Variations on a Theme |                 | 3 maggio 1987  |                 |
| 5  | Murdoch Exposed       |                 | 10 maggio 1987 |                 |
| 6  | Ensemble              |                 | 17 maggio 1987 |                 |
| 7  | Fugue                 |                 | 24 maggio 1987 |                 |
| 8  | Interlude             |                 | 24 maggio 1987 |                 |
| 9  | Liebestraum           |                 | 31 maggio 1987 |                 |
| 10 | Work in Progress      |                 | 7 giugno 1987  |                 |
| 11 | The Long Goodbye      |                 | 14 giugno 1987 |                 |
| 12 | Trio                  |                 | 21 giugno 1987 |                 |
| 13 | Passage               |                 | 28 giugno 1987 |                 |